# Hereroflugsnappare
Hereroflugsnappare (Namibornis herero) är en fågel i familjen flugsnappare inom ordningen tättingar.

## Utseende och läte
Hereroflugsnapparen är en skvättliknande brun flugsnappare med mörk ansiktsmask, ljust ögonbrynsstreck och mycket svag streckning undertill. Sången är dämpad men distinkt, en fyrtonig serie med sorgsamma visslingar.

## Utbredning och systematik
Hereroflugsnapparen förekommer i sydvästra Afrika från sydvästligaste Angola till västra Namibia. Den behandlas som monotypisk, det vill säga att den inte delas in i några underarter.

### Släktskap
Hereroflugsnapparen placeras vanligen som ensam art i Namibornis. Den ansågs tidigare vara besläktad med stenskvättor med tanke på läten, beteende och utseende på ungfåglarna. Dock har den likheter med flugsnappare i släktet Bradornis i fråga om boets utseende, boplats, äggens utseende och tiggläte hos ungarna. DNA-studier från 2016 visade dock på nära släktskap med flugsnapparna i släktet Melaenornis.

## Levnadssätt
Hereroflugsnapparen hittas mycket lokalt en specifik miljö: band av något lummigare skogslandskap kring foten av förkastningsbranter vid Namiböknens kant. Den ses vanligen i par.

## Status
Arten har ett stort utbredningsområde och beståndet anses stabilt. Internationella naturvårdsunionen IUCN listar den därför som livskraftig (LC).

## Namn
Fågelns svenska och vetenskapliga artnamn syftar på Herero, ett folkslag i Namibia.